# Бядашкі (Кемпінський повіт)
Бядашкі (пол. Biadaszki) — село в Польщі, у гміні Ленка-Опатовська Кемпінського повіту Великопольського воєводства.
Населення — 341 особа (2011).
У 1975-1998 роках село належало до Каліського воєводства.

## Демографія
Демографічна структура станом на 31 березня 2011 року:
|          | Загалом | Допрацездатний вік | Працездатний вік | Постпрацездатний вік |
| -------- | ------- | ------------------ | ---------------- | -------------------- |
| Чоловіки | 180     | 43                 | 118              | 19                   |
| Жінки    | 161     | 31                 | 93               | 37                   |
| Разом    | 341     | 74                 | 211              | 56                   |